# Sanxenxo
Sanxenxo település Spanyolországban, Pontevedra tartományban. Sanxenxo Poio, Meaño és O Grove községekkel határos. Lakosainak száma 17 914 fő (2024).

## Népesség
A település népessége az elmúlt években az alábbi módon változott:
| Lakosok száma | 16 203 | 16 424 | 17 077 | 17 315 | 17 604 | 17 543 | 17 241 | 17 347 | 17 760 | 17 914 |
|               | 2001   | 2004   | 2007   | 2009   | 2012   | 2014   | 2017   | 2019   | 2022   | 2024   |